# 西南區 (西澳)

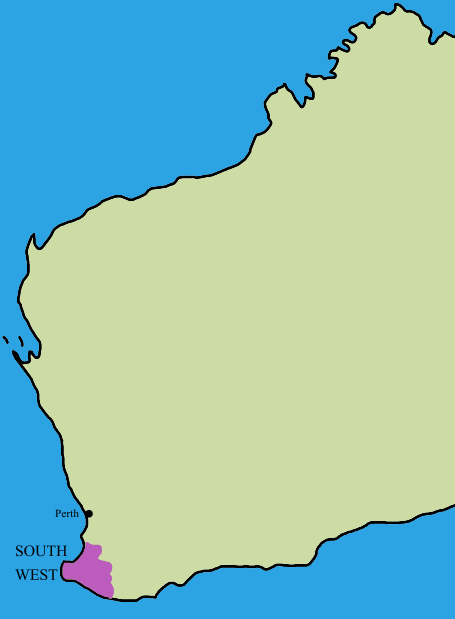
西南區在西澳大利亞州的位置

西南區（英語：South West Region）是九個西澳大利亚地区的其中一個。它的命名是因为它位于西澳大利亞州的西南角。西南區面積約為23,970平方公里，人口約為123,000人。

## 氣候
西南區的氣候為地中海型氣候，其夏季乾燥但冬季潮濕。該區一年約有900毫米降雨量，而大部份降雨是於五月至九月降下的。每日平均温度最低為於七月的16°C（61°F），而最高為二月的 32°C （85°F）。

## 经济
西南區的氣候非常多樣。它是矾土和矿砂的主要生产地，並且同時發展重大的農業、林業和葡萄种植業。这裡亦是除珀斯以外西澳大利亚州的最多遊人到達的地方。

### 地圖
- Western Australia. Dept. of Land Administration. Cartographic Services Branch. (2004) South West Corner/Western Australia  Perth, W.A.. Scale 1:150 000 ; (E 114°58'--E 115°40'/S 033°27'--S 034°25')  Also known as StreetSmart Touring Map - with localities Augusta, Busselton, Dunsborough and Margaret River  on title ISBN 0-7309-2907-8

### 景點
- 一些知名的景点包括纳多鲁列斯角灯塔、Ngilgi洞穴、宝石洞窟、露纹角灯塔、猛犸洞穴、湖洞,、Kodja地点、班伯里海豚探索中心、巨人谷树顶行、拜森泰尼亚尔树、钻石树和格洛斯特树

## 外部連結
- 西南區大开发委员会 （页面存档备份，存于）
- 西南區商业和社区名录 （页面存档备份，存于）
- 西南區生活 （页面存档备份，存于）

34°12′S 116°12′E / 34.2°S 116.2°E